# Чинијак (Аљаска)
Чинијак (енгл. Chiniak) насељено је место без административног статуса у америчкој савезној држави Аљаска.

## Демографија
По попису из 2010. године број становника је 47, што је 3 (-6,0%) становника мање него 2000. године.
| Група             | 2000.      | 2010.      |
| Белци             | 43 (86,0%) | 43 (91,5%) |
| Афроамериканци    | 0 (0,0%)   | 0 (0,0%)   |
| Азијати           | 1 (2,0%)   | 0 (0,0%)   |
| Хиспаноамериканци | 4 (8,0%)   | 0 (0,0%)   |
| Укупно            | 50         | 47         |